# Ohagi
Botamochi (牡丹餅) ou ohagi (御萩) são bolinhas de arroz, similares ao mochi, cobertas de feijão doce ou gergelim.

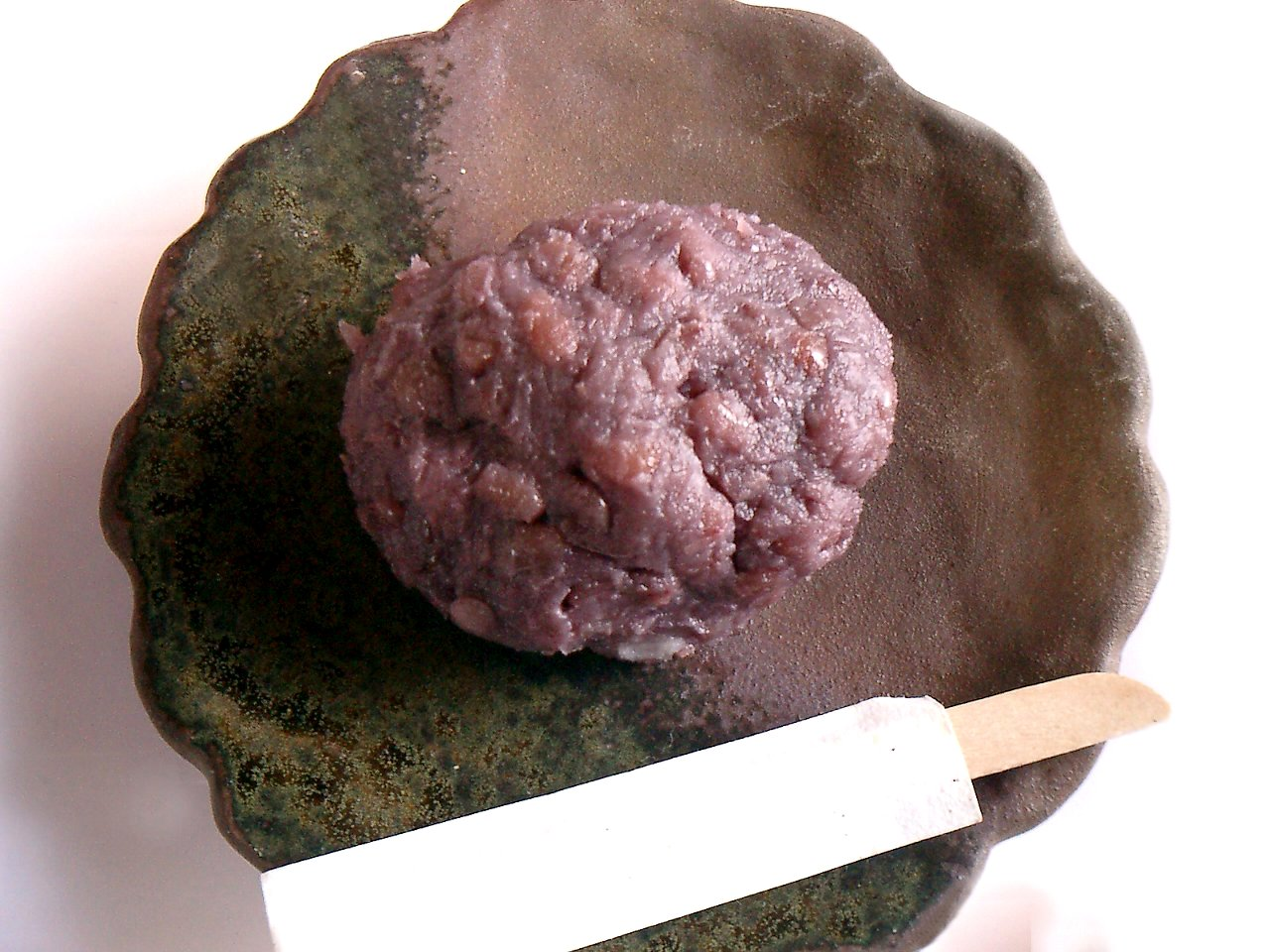
Botamochi.

O nome, ohagi, vem de uma flor típica do outono, hagi (uma espécie de Magnólia) e o nome, botamochi, o nome vem de uma flor típica da primavera, botan.
O ohagi é preparado com uma textura diferente de azuki e é feito no inverno. A cobertura do ohagi mais popular é o anko (doce de feijão), que é usado frequentemente em doces japoneses. Também são muito populares sementes pretas de gergelim e farinha de grãos de soja, kinako, para cobertura. Todos os ingredientes do ohagi são altamente nutritivos, logo ele é um doce saudável. Para fazer ohagi, um arroz especial chamado mochigome é usado.

## História
Sete dias entre a primavera e o equinócio de outono (três dias antes e cinco depois do equinócio) são chamados de Higan no Japão. Higan é um evento budista onde as pessoas rezam pelo espírito de seus ancestrais. Normalmente, eles vão às tumbas de seus ancestrais e as limpam, oferecendo flores frescas e um pouco de comida para um altar familiar. As oferendas típicas são o dango(espetinhos) e ohagi (bolas doces de arroz).